# Río Izhora
El Izhora (en ruso: Ижóра, en finés: Inkereenjoki), también conocido como Inger, es un afluente por la izquierda del río Nevá en su recorrido por Ingria en el noroeste de Rusia, desde el Lago de Ládoga al golfo de Finlandia. El Izhora fluye a través de los distritos administrativos (raión) de Gátchina y  Tosnensky en el óblast de Leningrado, así como a través de los distritos de Pushkinsky y Kolpino de la ciudad federal de San Petersburgo.
El asentamiento de Ust-Izhora (literalmente boca del Izhora) está situado en la confluencia de los ríos Izhora y Nevá, a medio camino entre San Petersburgo y Shlisselburg. Las ciudades de Kommunar y Kolpino también se encuentran situadas en los márgenes del Izhora. El río es conocido como el lugar más lejano jamás alcanzado por los distintos ejércitos de Suecia entre la época vikinga y la época de la Inestabilidad.
La longitud calculada del Izhora es de 76 kilómetros y el área de su cuenca de drenaje es de 1000 kilómetros cuadrados. El río extrae su agua principalmente de manantiales de agua subterránea natural, nieve derretida y agua de lluvia. El río tiene un suministro de agua subterránea sostenible tanto en verano como en invierno, y nunca se seca ni se congela. 
La fuente del Izhora se encuentra en el pueblo de Skvoritsy, al noroeste de la ciudad de Gátchina. El Izhora fluye hacia el este, pasa por las afueras del norte de Gátchina y al este de Kommunar y después entra en el distrito de Tosnensky. Allí, por un corto tramo, hace de frontera entre San Petersburgo (norte) y el óblast de Leningrado (sur), luego regresa al óblast y gradualmente gira hacia el norte. En Kolpino, el Izhora entra en la ciudad federal de San Petersburgo. Allí, fluye hacia el norte y se une al Nevá en el asentamiento de Ust-Izhora. 